# Pracodawcy Rzeczypospolitej Polskiej
Powołana w 1989 organizacja pracodawców w Polsce, działająca w obszarach związanych z rozwojem przedsiębiorczości, wzrostem gospodarczym kraju i w kwestiach społecznych, w tym dotyczących ubezpieczeń społecznych, rynku i prawa pracy. 
Pracodawcy Rzeczypospolitej Polskiej są najstarszą i największą organizacją pracodawców w Polsce. Organizacja reprezentuje ok.12 000 przedsiębiorstw, zatrudniających przeszło 5 mln pracowników. Zdecydowana większość z nich – 85% to przedsiębiorstwa prywatne..
Organizacja buduje przyjazne środowisko dla przedsiębiorczości i innowacyjności. Reprezentuje interesy firm w procesie legislacyjnym na obradach sejmowych i senackich komisji oraz w gremiach doradczych na poziomie krajowym i międzynarodowym. Aktywnie uczestniczy w Radzie Dialogu Społecznego. Siłą organizacji są merytoryczne argumenty oraz liczba i różnorodność zrzeszonych firm. Pracodawcy RP skutecznie wpływają na rozwój polskiej gospodarki od 1989 roku.

## Historia
24 i 25 listopada 1989 roku w Pałacyku Rektora Politechniki Warszawskiej odbył się I Ogólnopolski Zjazd Organizacji Pracodawczych, który powołał Konfederację Pracodawców Polskich.
Od 1990 roku KPP reprezentuje interesy polskich pracodawców w MOP. W tym samym czasie została członkiem Międzynarodowej Organizacji Pracodawców w Genewie, w której do dziś jest jedynym przedstawicielem polskich pracodawców.
Ważnym osiągnięciem zrzeszonych w organizacji pracodawców oraz związkowców i władz było wynegocjowanie i podpisanie w lutym 1992 roku „Paktu dla przedsiębiorstwa państwowego w okresie przekształceń”. Proces negocjacji tego dokumentu otworzył również drogę do rozwoju dialogu społecznego w Polsce.
Po uchwaleniu w 2000 roku ustawy o Trójstronnej Komisji ds. Społeczno-Gospodarczych oraz o Wojewódzkich Komisjach Dialogu Społecznego KPP formalnie stała się partnerem społecznym.
W czerwcu 2010 organizacja zmieniła nazwę na Pracodawcy Rzeczypospolitej Polskiej. 
W efekcie uchwalenia ustawy o Radzie Dialogu Społecznego i innych instytucjach dialogu społecznego z 24 lipca 2015 roku przedstawiciele Pracodawców RP zostali powołani na członków RDS oraz Wojewódzkich Rad Dialogu Społecznego.
W styczniu 2024 Pracodawcy RP powołali Radę Polskich Przedsiębiorców – ciało doradcze Pracodawców RP składające się z przedstawicieli największych prywatnych firm w Polsce. Przewodniczącą Rady Pracodawców RP jest Joanna Makowiecka-Gatza. 

## Cel
Celem organizacji jest tworzenie państwa przyjaznego pracodawcom przy jednoczesnym poszanowaniu praw pracowniczych. Gospodarka musi bowiem rozwijać się w sposób zrównoważony, a względy ekonomiczne nigdy nie mogą dominować nad społecznymi. Dążymy do stworzenia harmonii na linii pracodawca – pracownik. 

## Działalność
Pracodawcy RP działają na mocy Ustawy o organizacjach pracodawców z 23 maja 1991 roku, która stwierdza m.in. że podstawowym zadaniem organizacji jest ochrona praw i reprezentowanie interesów, w tym gospodarczych, zrzeszonych członków wobec związków zawodowych, organów władzy i administracji rządowej oraz organów samorządu terytorialnego (…) i że ma ona prawo opiniowania założeń i projektów aktów prawnych w zakresie praw i interesów związków pracodawców. Działa także w oparciu o ratyfikowane przez Polskę konwencje międzynarodowe, dotyczące pracodawców i pracobiorców jako partnerów społecznych.
Każdego roku Reprezentacja Pracodawców RP uczestniczy w: około 100 posiedzeniach komisji sejmowych, kiludziesięciu posiedzeniach komisji senackich, kilkudziesięciu posiedzeniach zespołów parlamentarnych kilkudziesięciu spotkaniach z ekspertami, decydentami i parlamentarzystami.
Ponadto eksperci Pracodawców RP każdego roku uczestniczą w około 150 debatach oraz konferencjach. Biorą także udział w webinarach, spotkaniach z decydentami oraz z firmami członkowskimi.
Pracodowcy RP są aktywnym uczestnikiem dialogu społecznego w ramach obrad komisji sejmowych i komisji senackich, przy pracach decyzyjnych i doradczych gremiów różnych szczebli administracji państwowej oraz Komitetów Sterujących i Komitetów Monitorujących wykorzystywanie funduszy Unii Europejskiej, a także w ramach Trójstronnej Komisji do spraw Społeczno-Gospodarczych. Analizuje i opiniuje projekty aktów prawnych oraz regulacji, określających sposób dystrybucji unijnych pieniędzy wśród polskich przedsiębiorców
Pracodawcy RP mają swoich przedstawicieli w instytucjach i gremiach krajowych takich jak:
- Rada Polskiej Agencji Nadzoru Audytowego
- Rada Narodowego Funduszu Zdrowia
- Rada Rynku Pracy
- Rada Ochrony Pracy
- Krajowa Rada Konsultacyjna do Spraw Osób Niepełnosprawnych
- Rada Nadzorcza Państwowego Funduszu Rehabilitacji Osób Niepełnosprawnych
- Rada Główna Nauki i Szkolnictwa Wyższego
- Rada Statystyki
- Rada ds. Akredytacji
- Rada ds. Polityki Senioralnej
- Rada ds. Kobiet na Rynku Pracy
- Rada Dialogu Społecznego

Od października 2019 do października 2020 roku Pracodawcy RP przewodniczyli Radzie Dialogu Społecznego.

## Platformy branżowe
Dzięki platformom tworzą rekomendacje praktycznych rozwiązań, a także wyrażają opinie dotyczące kluczowych kwestii związanych z funkcjonowaniem poszczególnych branż. Prowadzą z członkami dialog oparty na wymianie wiedzy i doświadczeń. Prezentują  stanowiska w ważnych sprawach, biorąc udział w rozmaitych konsultacjach i zabierając głos w debacie publicznej. W ramach Pracodawców RP powstało 14 specjalistycznych gremiów.
Platformy branżowe Pracodawców RP.
- Bezpieczeństwa i obronności
- Nowych Technologii
- Zdrowe Zdrowie
- Medycyny Stylu Życia
- Farmaceutyczna
- Audytorzy JZP
- Apteczna
- Rynku Finansowego
- HR
- Mieszkaniowa
- Komitet Podatkowy
- Forum Pracodawców Rehabilitacji
- Opieki Długoterminowej i Polityki Senioralnej
- ds. Promocji Bezpieczeństwa i Zdrowia Pracy

## Działalność międzynarodowa
Pracodawcy Rzeczypospolitej Polskiej współpracują z partnerami z całego świata uczestnicząc w pracach wielu organizacji międzynarodowych i rozwijając kontakty dwustronne. Są członkami m.in.:
- Europejskiego Komitetu Ekonomiczno-Społecznego (EKES),
- Międzynarodowej Organizacji Pracodawców (IOE),
- Międzynarodowej Organizacji Pracy (ILO),
- SGI Europe,
- Międzynarodowej Organizacji Pracy (MOP)
- SOCIEUX+
- Europejskiej Fundacji ds. Poprawy Warunków Życia i Pracy (Eurofound)
- Europejskiej Agencji Bezpieczeństwa i Zdrowia w Pracy[10]

## Przyznawane nagrody[11]
Wektory 2024 – Prestiżowa Nagroda dla Liderów Polskiego Biznesu
Wektory to wyjątkowa nagroda przyznawana przez Pracodawców RP od 2002 roku, wyróżniająca osoby oraz firmy, które swoimi osiągnięciami wnoszą istotny wkład w rozwój polskiej gospodarki. Co roku, kapituła konkursu nagradza wizjonerów, liderów i innowatorów, którzy dzięki swojej pracy i zaangażowaniu, wyznaczają kierunki rozwoju całych branż i zmieniają oblicze biznesu w Polsce.
Dla kogo jest nagroda? Wektory trafiają do osób i firm, które:
- Podejmują odważne decyzje, wprowadzając innowacje w swoich dziedzinach.
- Osiągają wyjątkowe sukcesy gospodarcze.
- Wykazują się odpowiedzialnością społeczną oraz troską o zrównoważony rozwój.
- Budują pozytywny wizerunek Polski na arenie międzynarodowej.

Wektory - To prestiżowe nagrody Pracodawców RP przyznawane od 2002 roku dla wybitnych osobistości ze świata biznesu, polityki, kultury i mediów, które w szczególny sposób wpływają na rozwój polskiej gospodarki, wskazują nowatorskie rozwiązania oraz przyczyniają się do rozwoju społecznego i kulturalnego w Polsce.
Super Wektor - jest to nagroda za wybitne osiągnięcia w działalności przynoszącej znaczące korzyści całemu państwu, jego gospodarce, stosunkom politycznym, dyplomatycznym i społecznym oraz za tworzenie klimatu sprzyjającego rozwojowi polskiej, europejskiej i światowej przedsiębiorczości
Wektory Serca - przyznawane są za osiągnięcia wykraczające poza standardowe działania w przestrzeni społeczno-gospodarczej w wyjątkowej i nadzwyczajnej sytuacji.

## Ogrody przedsiębiorczości[12]
To cykliczna impreza organizowana w Pracodawcach RP. Dwa razy w roku, wiosną na powitanie lata oraz jesienią, na pożegnanie lata, spotykamy się w naszych ogrodach z naszymi członkami, partnerami, a także przyjaciółmi naszej organizacji. Na Ogrody Przedsiębiorczości zapraszani są przedstawiciele mediów, świata biznesu, kultury i polityki. To wspaniała okazja do nieformalnych spotkań, nawiązywania nowych kontaktów oraz pogłębiania dotychczasowych relacji.

## Zarząd[13]
- Joanna Makowiecka-Gatza – prezes zarządu[14]
- Piotr Kamiński – skarbnik - wiceprezes zarządu ds. finansowych
- Jacek Cieplak – wiceprezes zarządu
- Rafał Brzoska – przewodniczący Rady Pracodawców RP[15]